# Pietro I Orseolo
Pietro I Orseolo, född okänt år, död 987, var en venetiansk doge. Han var regerande doge av Venedig 976–978. 